# Batocera wallacei
Espèce
Batocera wallacei est une espèce d'insectes de la famille des Cerambycidae. Elle doit son nom au naturaliste Alfred Russel Wallace.

## Publication originale
- (fr) James Thomson, Archives entomologiques, ou recueil contenant des illustrations d'insectes nouveaux ou rares, t. 1, 1857, 514 p. (lire en ligne), p. 447-448